# Anna Peters
Anna Peters (Mannheim, 28 februari 1843 – Sonnenberg, 26 juni 1926) was een Duits schilderes.

## Leven en werk
Peters kwam uit een kunstzinnige familie. Ze was een dochter van de uit Nederland afkomstige schilder Pieter Franciscus Peters jr. en Heinrike Gertrude Mali. Haar opa Pieter Franciscus Peters sr. was (glas)schilder in Nijmegen. Ze kreeg samen met haar zussen Ida en Pietronella en ooms Christiaan en Jan Mali schilderlessen van haar vader. Vanaf 1845 woonde de familie in Stuttgart.
Peters maakte tekeningen, aquarellen en olieverfschilderijen, vooral (bloem)stillevens en landschappen en een aantal portretten. Haar oudst bekende werk is een herfstboeket dat is gedateerd in 1860. Vanaf 1869 nam ze geregeld deel aan tentoonstellingen. Ze exposeerde onder meer in Berlijn, Dresden, München en Wenen en bij de tentoonstellingen van Levende Meesters in Amsterdam (1875, 1877). Peters won diverse prijzen voor haar werk en ontving in 1918 de gouden medaille voor kunst en wetenschap van het koninkrijk Württemberg. In 1880 werd ze lid van de vereniging van Berlijnse kunstenaressen en in 1893 was ze mede-oprichter van de Württembergse schilderessenvereniging. Van de laatste was ze, met een kleine onderbreking van twee jaar, vanaf de oprichting tot 1919 voorzitter.
Peters was een van de eerste Duitse schilderessen die van haar werk kon leven. Het stelde haar ook in staat om reizen te maken naar Zwitserland, Italië en Nederland. Tussen 1894 en 1924 verbleef ze geregeld met haar familie 's zomers in het kasteel van Köngen, waar ze een atelier had. Ook haar oom Chris Mali en zijn vriend Anton Braith waren daar vaak aanwezig.
In 1912 betrok Peters met haar zusters een huis op de Sonnenberg in Möhringen, een stadsdeel van Stuttgart. Ze overleed in 1926, op 83-jarige leeftijd. In Stuttgart werd een straat naar haar vernoemd.

## Werken (selectie)

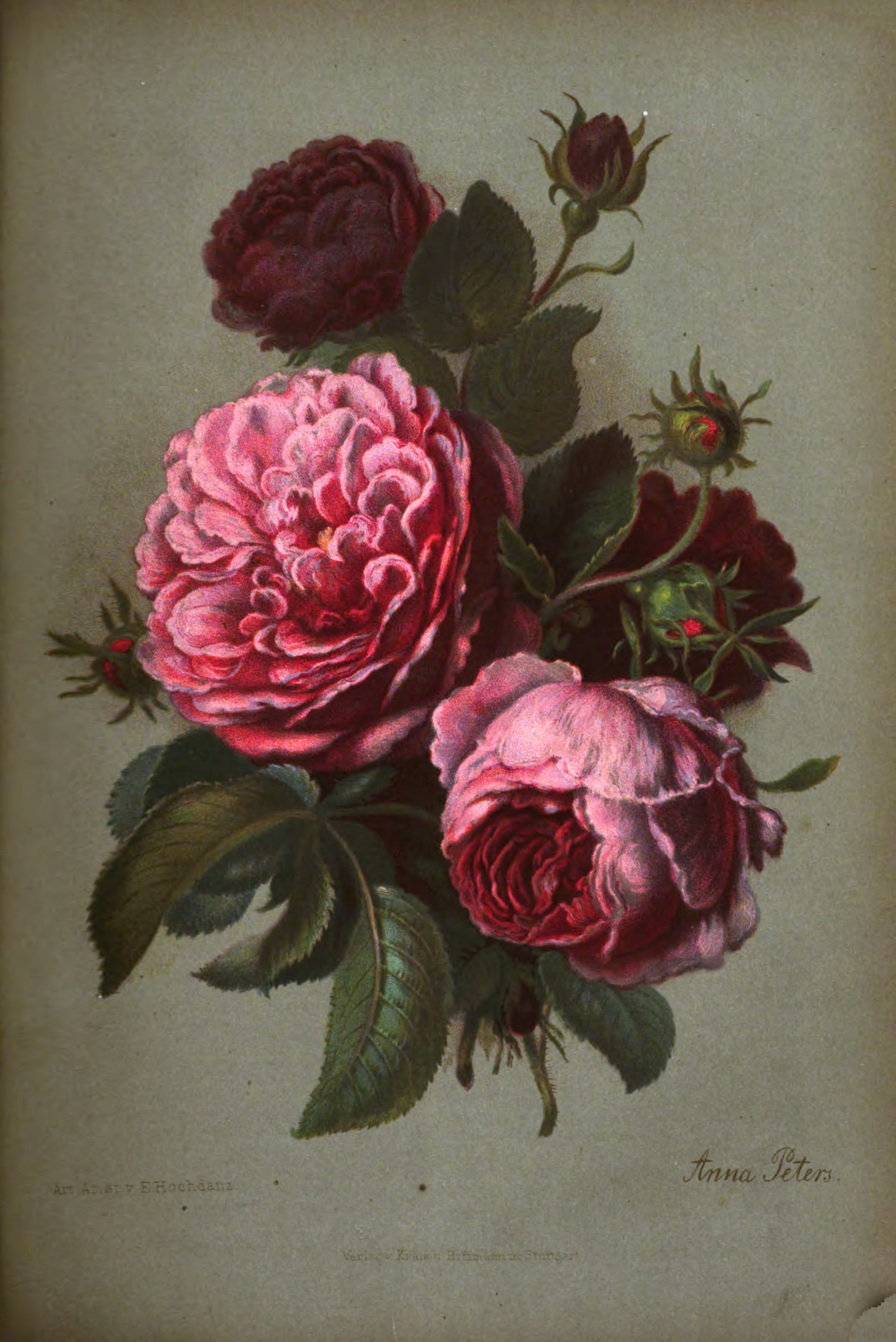
rozen, ca. 1867
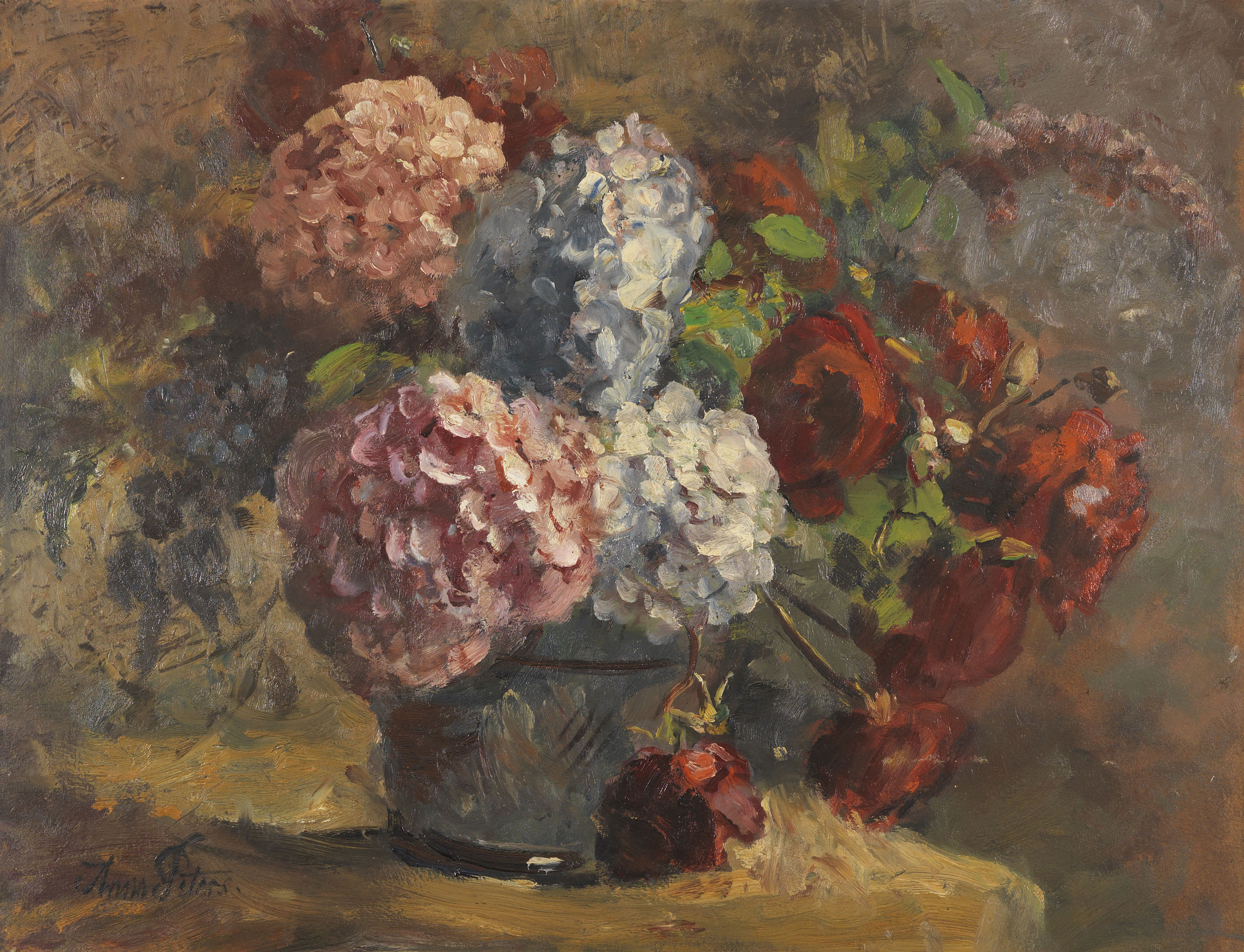
bloemstilleven, ca. 1900
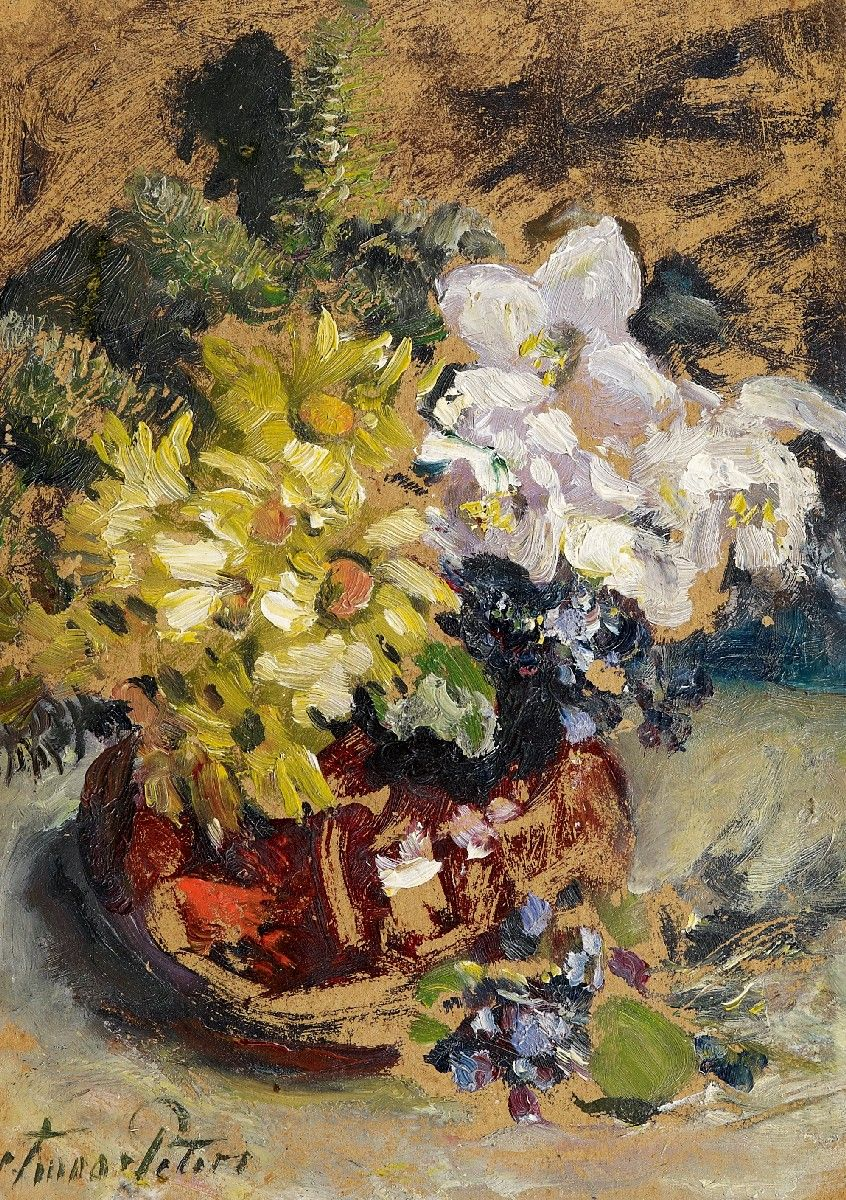
bloemstilleven, ca. 1936

- Gemeinsame Normdatei: 130282871
- International Standard Name Identifier: 0000 0000 6686 7919
- Library of Congress Control Number: n90718437
- RKD-Nederlands Instituut voor Kunstgeschiedenis: 228708
- Union List of Artist Names: 500049531
- Virtual International Authority File: 33100730
- WorldCat: E39PBJvRV4J8YqcCbJxhbmJxDq